# Bišina (Nevesinje, BiH)
Bišina je selo u općini Nevesinje, Republika Srpska, BiH. Nalazi se kod ceste od Nevesinja prema Kokorini i Mostaru, zapadno od Nevesinja. Naselje Bišina pripada nevesinjskoj župi.

## Povijest

### Prije Drugog svjetskog rata
Najznačajniji događaj u drugoj polovici 19. stoljeća je Nevesinjska puška, ispaljena 5. srpnja 1875. godine u Bišini, na Četnoj poljani iz ruku nevesinjskog hajduka i harambaše Pera Tunguza i njegove čete. Nakon toga po ostaloj Hercegovini izbio je ustanak protiv osmanske vlasti, dogovoren prijašnje godine. Uzroka je bilo mnogo. Neposredni povod bio je napad čete harambaše Pera Tunguza na turski karavan u Bišini, na Četnoj poljani, 5. srpnja 1875. godine i ubio sedam turskih kiridžija.
U Austro-Ugarskoj bila je poštansko stajalište s oružničkom postajom.
U Šabanovića Dolu (Šabanovu Dolu) u Bišini bilo je velikih hrvatskih obitelji.

### Drugi svjetski rat i poraće
Nakon rata Hrvati katolici su nestali iz Bišine. Točnije, nakon pokolja koji su četnici napravili 1941. godine uoči Božića, kad su ubijeni i otac i stric poznatog hrvatskog književnika Borislava Arapovića, Hrvati se više nikada nisu vratili u Bišinu.
Od zauzimanja Mostara 1945. i stabliziranja vlasti u Mostaru, OZNA je iz zloglasnih zatvora Ćelovina i Sjevernih logora do kraja 1946. svake noći odvodila veće živih i mrtvih zatočenika prema Nevesinju i na Bišini, obronku Veleža, ubijala i ubacivala u jamu. Jama Novakuša (Bišina) se nalazi blizu ceste Mostar - Nevesinje, na pola puta. Otvor joj je širok desetak metara i više puta tolike dubine. Masovna ubojstva zbivala su se u tim zatvorima, pa su mrtvaci dovažani ovdje, dopremani i strovaljivani u tu urušinu. Mali broj usmrćenih bio je prethodno izveden na sud. Većinom su dovoženi živi zatočenici blizu jame, strijeljani te strmoglavljivani u dubinu. Prema procjenama, u Novakušu je bačeno više žrtava negoli u Jazovku, vjerojatno najmanje 1500. Usmrćenike su bacali u Bišinu još 3 godine od kraja rata, posljednji 1948. godine. Partizanska izvješća sadrže opis jeziva prizora gledanog s vrha brežuljka, sa svuda po snijegu naokolo gomilama neprijateljskih leševa u raznim položajima, nagrđenih lica. Mjesne su vlasti tragove zločina vrlo jednostavno prikrile pretvarajući ovu jamu u odlagalište otpada. Nikad nisu dopustile istraživanje u ovoj jami.

## Kultura
U Bišini je katoličko groblje. Umrli katolici pokapani su u Šabanovića Dolu u Bišini.

## Poznate osobe
- Borislav Arapović, hrvatski pjesnik